# 孙彦军
孙彦军（1952年3月4日—），中国演员，中央戏剧学院表演系毕业，代表作《三国演义》的刘备。原中国青年艺术剧院副院长，曾获文化部表演一等奖，文化部优秀表演奖等。1999年开始担任广州亚视演艺学院院长。

## 作品
| 劇名           | 角色   |
| 《兵临绝境》   | 梁皖育 |
| 《刺杀汪精卫》 | 汪精卫 |
| 《三国演义》   | 刘备   |
| 《反贪局长》   | 肖剑   |
| 《孙武》       | 孙武   |
| 《大敌当前》   | 舒一存 |
| 《巨人游戏》   | 胡四海 |
| 《荒唐历险》   | 罗一鸣 |
| 《丽宫》       |        |
| 《秋风瑟瑟》   |        |
| 《明天回答你》 | 冯少衡 |
| 《青铜狂魔》   | 冷主任 |
| 《水困古城》   | 张敬梓 |